# Спайс (наркотичні продукти)
Спайс (англ. Spice, інші назви «ладан», синтетична марихуана) — загальна назва для різних продуктів з трав'яних сумішей для куріння в склад яких входять синтетичні канабіоїди з додаванням, або без такого додавання в продукт легальних психотропних трав, інших синтезованих хімічних речовин. Виготовлені нанесенням синтетичних канабіоїдів на будь-яку суху траву, наприклад оприскуванням, замочуванням і пропонуються до продажу як «дизайнерські наркотики», або продаються з претензіями, що вони дають ефект коноплі. Продукт може мати багато варіантів виконання, в тому числі закріплених брендовими назвами: EMCDDA 2009: Spice Silver, Spice Gold, Spice Diamond, AM-HI-CO, Dream, Zoom, Ex-ses, Yucatán Fire і ін.

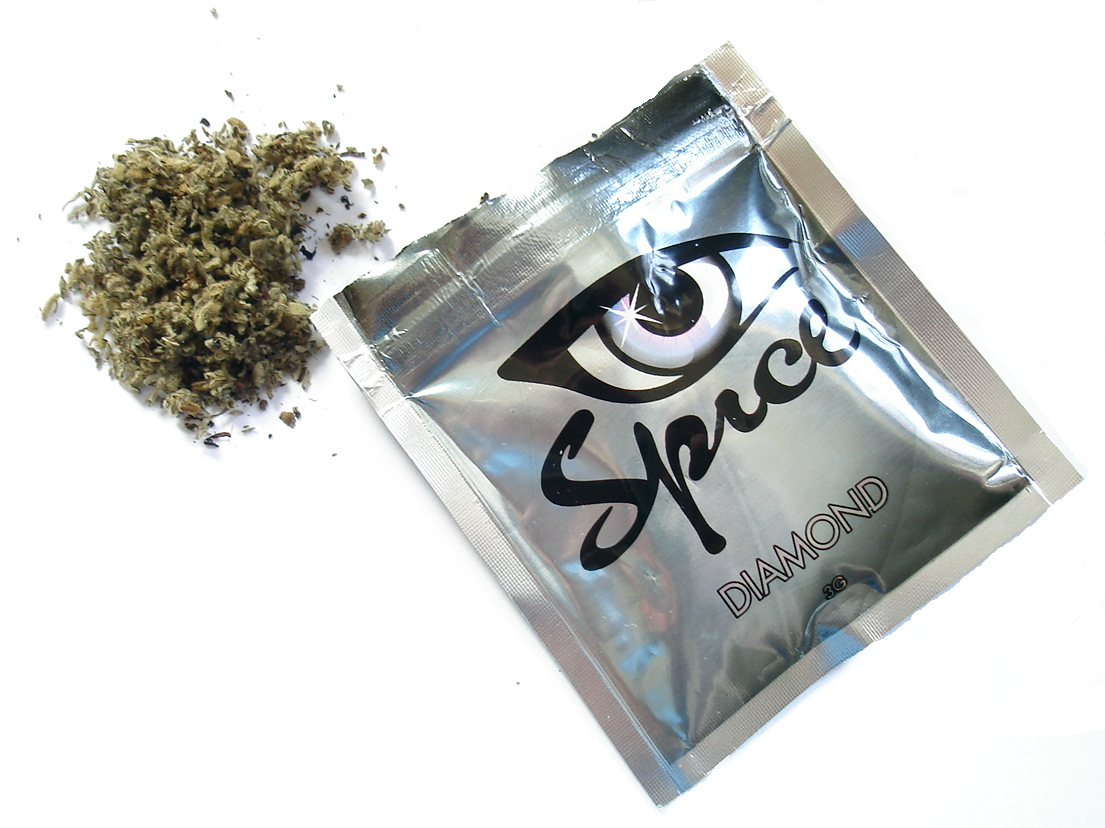
Пакет і вміст добре відомого на початку «бренду» під назвою «Spice», який містить трави, в які підсипали синтетичні канабіноїди. В даний час є незаконним в більшій частині світу.

При курінні може мати запах «пряних фруктів».

## Історія продукту
У 2002 році пакетики з написом Spice, схожі на ті, в котрих розфасовують чай, випустила на ринок ірландська фірма Psyche Deli. Суміші складалися з екзотичних рослин, які дають невеликий галюциногенний ефект і не включали жодних заборонених найменувань: шавлія провісників, мала гавайська троянда. На цю новинку звернули увагу, коли в 2008 році в Німеччині встановили, що рослини просочені речовиною JWH-08. Було встановлено, що це справа рук ділків з Південно-Східної Азії, які скористалися брендом і технологією. Коли речовину розпочали забороняти, вияснилось, що достатньо трохи підправити формулу, щоб уникнути заборони. Таким чином почали з'являтись речовини JWH-20, JWH-21, а згодом і інші речовини (диметилбутаноат і ін), якими орошували суміші для куріння. 90% цього виготовляється в Китаї.

## Склад
Діючим компонентом курильних «ароматизованих сумішей» («спайсів», Spice»), не є речовини рослинного походження, а синтетичні аналоги тетрагідроканабінолу – основної діючої речовини марихуани, такі як CP 47, 497 і JWH-018. Також канабіциклогексанол, JWH-073, HU-210 і тд. Хімічний склад продуктів спайс постійно змінюється.
Детальніше див: Синтетичні канабіоїди#Список синтетичних канабіноїдів
Рослинними інгредієнтами, що перераховані на упаковці спайсу можуть бути: Canavalia rosea, Nymphaea caerulea (блакитний лотос), Scutellaria nana, Pedicularis densiflora, Leonotis leonurus, Zornia latifolia, Nelumbo nucifera (Індійський лотос) і Leonurus sibiricus.

## Побічна дія
У порівнянні з канабісом і його активними канабіноїдами, несприятливі ефекти часто набагато більш серйозні, і можуть  включати в себе гіпертонію, тахікардію, інфаркт міокарда, збудження, блювота, галюцинації, психози, судоми, конвульсії і панічні атаки. Серед осіб, які потребують невідкладної терапії після того, як використовували синтетичну «коноплю», найбільш поширені симптоми:  прискорене серцебиття до критичних показників (220-250 уд/хв.), високий кров'яний тиск (вище 200 мм.рт.ст.), нудота, затуманений зір, галюцинації і збудження. Інші симптоми включали епілептичні припадки і гострий психоз, рецидивуючі психотичні епізоди, і страждання від реактивації цих симптомів після використання спайсу. Залежно від ступеня тяжкості наркотичного отруєння його пік триває від двох до шести годин, але можливі випадки тяжких порушень свідомості, що можуть тривати протягом кількох діб. Хоча більшість синтетичних канабіноїдів при використанні у відповідних дозах володіють лише типовими ефектами канабіноїдів, вони є сильнодіючими препаратами, здатними викликати клінічну інтоксикацію і смерть.
Синтетичні канабіноїди часто мають несприятливі впливи, які призводять до госпіталізації або направленню до токсикологічного центру. У випадках отруєння тяжкого ступеня пацієнти госпіталізуються до відділення інтенсивної терапії у тяжкому стані. Типовими проявами смертельно небезпечного отруєння є токсична кома, набряк мозку, судоми, дихальна та серцево-судинна недостатність. Синтетичні канабіноїди можуть бути у вигляді сумішей з декількох різних препаратів, то немає ніякого способу, щоб описати загальні ефекти серед всіх різних хімічних речовин, оскільки всі вони мають різні ефекти, в тому числі різні ефекти при різних дозуваннях і ін. Клінічні прояви залежать від композиції токсичних речовин у кожній окремій партії продукту спайс.
Залежність від спайсів — нова форма аддикції в наркології. Патологічне ваблення до куріння спайсів наркологічна наука та клінічна практика відносять до психічних, поведінкових, патопсихологічних, соматичних розладів, патогенетичне, клініко-діагностичне, терапевтичне, реабілітаційне підґрунтя яких ідентичне з любою формою патологічної (хімічної або субстанціональної) залежності, які відомі спеціалістам з класифікаційних рубрифікацій психоактивних речовин. Діагностика з урахуванням МКХ-10 — Розлади психіки і поведінки внаслідок куріння спайсів (F 15.1 по МКХ- 10). Клінічною особливістю залежності від куріння спайсів є досить швидке (практично з першої спроби) формування психічної залежності, надзвичайно інтенсивний та емоційно насичений потяг до паління, швидке зростання толерантності з втратою ситуаційного і кількісного контролю над курінням. Наркотична залежність проявляється абстинентним синдромом (нудота, блювання, підвищення артеріального тиску, пневмонія), а систематичне паління токсичних продуктів призводить до необоротних деструктивних процесів у центральній нервовій системі: знижується увага, погіршується пам’ять, сповільнюється розумова діяльність, з’являється схильність до депресії, суїциду.
Канабіноїди швидко окислюються в крові, але ті, що акумульовані в жировій тканині, поступово надходять у кров, тому при хронічному вживанні адекватність сприйняття втрачається надовго і може призвести до тяжких психічних розладів, зокрема психозу.
Пряма токсична дія проявляється гострою нирковою недостатністю, зупинкою серця, або розвитком токсичної коми, що у значному проценті випадків є необоротною.
Масові отруєння продуктами спайс реєструються в багатьох регіонах Російської Федерації. Восени 2014 року в Росії 40 людей, які споживали спайс загинули. В Україні прогресивне збільшення кількості передозувань та смертельних отруєнь сумішами для паління спостерігається в окремих регіонах України: Харківська, Миколаївська, Одеська, Донецька області. Причинами фатальних наслідків є те, що вид і кількість синтетичних сполук, у тому числі канабіноїдів, у продуктах можуть значно варіювати. Деякі зі сполук можуть бути активними в дуже малих дозах, що формує можливість випадкового передозування з ризиком серйозних психічних ускладнень та небезпечних для життя станів.
Станом на 2016 рік в Україні спеціалізовані токсикологічні відділення є лише в Києві та Миколаєві.
Детальніше про побічну дію дивись у статті: Синтетичні канабіоїди

## Правові аспекти
В даний час синтетичні канабіноїди заборонені в багатьох країнах світу.
Детальніше про правові аспекти дивись у статті: Синтетичні каннбіоїди

### Австрія
Міністерство охорони здоров'я Австрії оголосило 18 грудня 2008 року, що Спайс буде контролюватися відповідно до пункту 78 свого закону про наркотики на тій підставі, що він містить активну речовину, яка впливає на функції організму, а також законність JWH-018 знаходиться в стадії розгляду.

### Німеччина
JWH-018, CP 47497 і С6, С8 і С9 гомологів CP 47497 були заборонені в Німеччині, починаючи з 22 січня 2009 року. З 26 листопада 2016 року всі речовини, що належить до групи синтетичних канабіноїдів є незаконними в Німеччині.

### Україна
Постановою Кабінету міністрів України № 373 від 31.05.2010 в список наркотичних препаратів, психотропних речовин і прекурсорів внесені JWH-018, CP 47,497 та його гомологи, а також деякі інші синтетичні канабіноїди. 

2011 р. до переліку психоактивних речовин було включено «курильні суміші» – «мікси» або «спайс» – які раніше вільно розповсюджувались завдяки торговій мережі, бо не були внесені до переліку наркотичних речовин.

### Вірменія
В грудні 2014 року затверджені Національними Зборами республіки Вірменія зміни в діючі списки наркотичних речовин, обіг яких на території республіки Вірменія заборонений. Зміни включають список синтетичних канабіноїдів з їх хімічними формулами з визначенням їх дрібних, великих і особливо великих розмірів.